# Metil

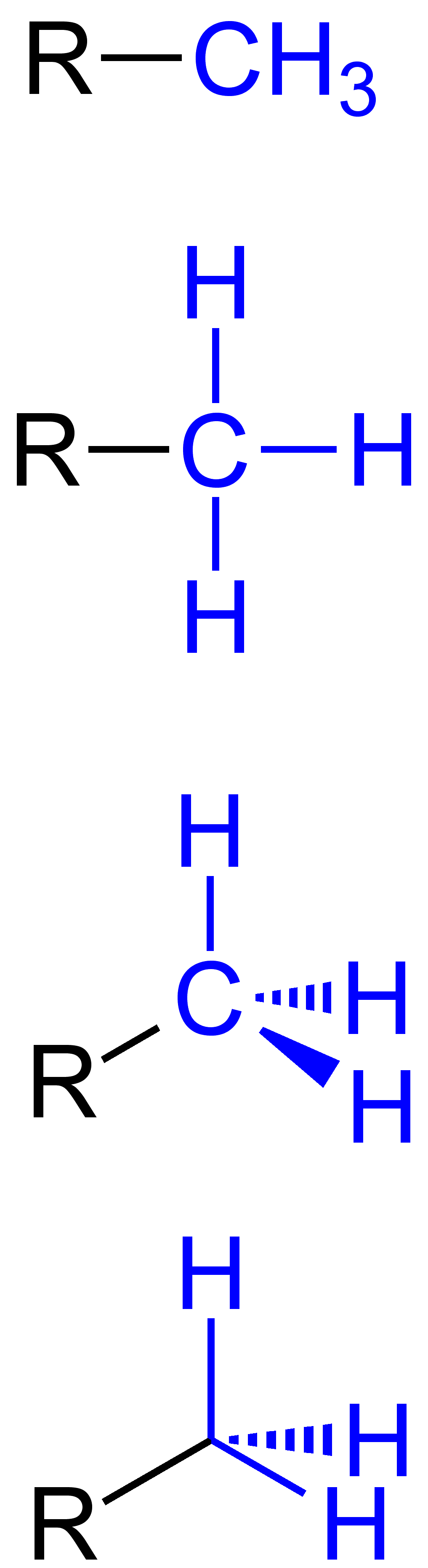
Diferite metode de a reprezenta un radical metil (cu albastru)

Un radical metil este un radical organic de tip alchil, derivat de la metan, care conține un atom de carbon legat de trei atomi de hidrogen — CH3. Câteodată, în formulele chimice este simbolizat Me pentru simplificare. Grupele metil apar într-o multitudine de compuși organici. Printre cei mai simpli compuși care conțin radical metil se numără: metanol (MeOH), clorometan (clorură de metil, MeCl), toluen (metilbenzen), acetonă (dimetilcetonă), etc.

## Reactivitate
Reactivitatea grupei metil depinde de substituenții învecinați, dar în general ea poate fi destul de nereactivă. De exemplu, în compușii organici, grupele metil sunt rezistente chiar și la acțiunea celor mai tari acizi.

### Oxidare
Oxidarea unei grupe metil are loc atât în cazul multor procese industriale, cât și în procese naturale. Prin oxidarea compușilor ce conțin grupe metil se poate obține, după caz, CH2OH, CHO și CO2H. Prin reacția cu permanganatul de potasiu, în urma căreia grupele metil sunt transformate în radicali carboxil (-COOH), se obțin diverse tipuri de acizi carboxilici. De exemplu, se poate obține astfel acid benzoic din toluen. Pentru catene mai mari, oxidarea poate duce la obținerea de dioxid de carbon, precum se întâmplă în reacția de ardere.

### Poziția grupării
Când este plasată în poziție alilică sau benzilică, puterea legăturii C-H scade, astfel că reactivitatea grupei metil crește. O manifestare a acestei reactivități crescute este tipul de reacție numită halogenare fotochimică (în prezența luminii). Un exemplu este clorurarea metilului din toluen (în poziție benzilică) pentru obținerea clorurii de benzil. În mod analog se obțin și derivații clorurați ai metanului (clorura de metil, clorura de metilen, clorura de metin și tetraclorura de carbon).